# Hyporhagus gilensis
Hyporhagus gilensis är en skalbaggsart som beskrevs av Horn 1872. Hyporhagus gilensis ingår i släktet Hyporhagus och familjen barkbaggar.

## Underarter
Arten delas in i följande underarter:
- H. g. gilensis
- H. g. californicus
- H. g. opuntiae
- H. g. texanus